# (409) Aspasia
(409) Aspasia es un asteroide perteneciente al cinturón de asteroides descubierto el 9 de diciembre de 1895 por Auguste Honoré Charlois desde el observatorio de Niza, Francia.
Está nombrado en honor de Aspasia de Mileto, cortesana griega esposa de Pericles.